# Det andra könet
Det andra könet (originaltitel: Le deuxième sexe) är en facklitterär bok från 1949, av Simone de Beauvoir. Boken, som ursprungligen publicerades i två delar, räknas ofta som en av feminismens riktigt stora klassiker.
Verket är en sorts filosofisk och idéhistorisk utvärdering av kvinnans situation. Författaren ville här vederlägga olika myter om kvinnan som florerade i det rådande manssamhället, myter som förpassat kvinnan till en andraplansposition.

## Innehåll

### Översikt
Det andra könet handlar om kvinnans olika roller, hennes utveckling, kvinnoförtrycket och vad det innebär att vara kvinna. Boken skrevs inte i ett militant syfte, utan författaren ville sammanfatta ämnet på ett encyklopediskt vis; essäsamlingen ingick även i ett större självbiografiskt projekt. Det andra könet författades som en akademisk text med en målsättning att försöka tysta det som hon kallade myten om det "evigt kvinnliga".  Beauvoir såg hur det befintliga kvinnlighetsbegreppet tjänade mäns intressen.
Den filosofiska attityden till ämnet är också baserat i Beauvoirs intresse för existentialism och fenomenologi. Hon ville mobilisera existentialismens tolkning av frihetsbegreppet som ett verktyg för den moderna feminismen. I boken finns många litterära, sociologiska, biologiska och medicinska referenser.
Ur ett historiskt perspektiv förklarar  Beauvoir hur kvinnans roll som "den Andre" skapats och återskapats genom tiderna och konstaterar/menar att "man föds inte till kvinna, man blir det". Författarens huvudpoäng i boken är att ingen kvinna har ett ödesbestämt liv, och hon tillbakavisar determinismens betydelse för människans utveckling. I boken lyfts människans ansvar för sitt öde fram, inklusive kvinnors ansvar för att undvika passiva, underdåniga och mållösa roller och mäns sexism, lättja och förekommande grymhet.
Simone de Beauvoir hävdar att miljön för flickor och pojkar, en miljö som skapas genom en lång tradition och stärkts genom tankar kring mäns muskelmassa och mer "okomplicerade psykologi", hjälper till att forma våra könsroller. Flickornas fysiologi och könsorgan omgärdas av tabun, medan pojkar uppfostras att vara stolta över sin maskulinitet. Vidare under uppväxten uppmuntras flickan till passivitet, vilket leder till att hon inte vågar lita på sin egen styrka, inte vågar företa sig saker och – minst av allt – revoltera. I polemik uppmuntras pojkar till att leka ibland våldsamma lekar, där de hela tiden hävdar sin suveränitet gentemot andra. 
Beauvoir var starkt kritisk till äktenskapet som institution, och hon och Jean-Paul Sartre gifte sig aldrig. Hon menar i boken att äktenskapet är negativt i förhållande till sex, eftersom det "förvandlar ett utbyte som borde vara grundat på en spontan ingivelse till en rättighet och en plikt".
Författarens lösning på kvinnors problem inkluderar kontroll av fruktsamheten och en ökad tillgång till arbetsmarknaden.

### Volym 1 –Les Faits et les mythes('Fakta och myterna')

#### Första delen: Destin ('Öde')
- Kapitel I: les données de la biologie ('biologins rön')
- Kapitel II: le point de vue psychanalytique ('det psykoanalytiska perspektivet')
- Kapitel III: le point de vue du matérialisme historique ('det historiskt materialistiska perspektivet')

#### Andra delen: Histoire ('Historien')
- Kapitel I (nomaderna)
- Kapitel II (tidiga jordbrukare)
- Kapitel III (patriarkala tider och den klassiska antiken)
- Kapitel IV (genom medeltiden till 1700-talets Frankrike)
- Kapitel V (sedan franska revolutionen – arbete och rösträtt)

#### Tredje delen: Mythes ('Myter')
- Kapitel I
- Kapitel II
  - I. Montherlant ou le pain du dégoût ('Montherlant eller avsmakens smärta')
  - II. D.H. Lawrence ou l'orgeueil phallique ('D.H. Lawrence eller det falliska högmodet')
  - III. Claudel et la servante du Seigneur ('Claudel och Herrens tjänarinna')
  - IV. Breton ou la poésie ('Breton eller poesin')
  - V. Stendhal ou le romanesque du vrai ('Stendhal eller sanningens svärmeri')
  - VI
- Kapitel II

### Volym 2 –L'Expérience vécue('Den levda erfarenheten')

#### Första delen: Formation ('Bildande')
- Kapitel 1: Enfance ('Barndom')
- Kapitel 2: La jeune fille ('Den unga flickan')
- Kapitel 3: L'initiation sexuelle ('Den sexuella initiationen')
- Kapitel 4: La lesbienne ('Den lesbiska kvinnan[12]')

#### Andra delen: Situation
- Kapitel V: La femme mariée ('Den gifta kvinnan')
- Kapitel VI: La mère ('Modern')
- Kapitel VII: La vie en société ('Samhällslivet')
- Kapitel VIII: Prostituées et hétaires ('Prostituerade och hetärer')
- Kapitel IX: De la maturité à la vieillesse ('Från mognad till ålderdom')
- Kapitel X: Situation et caractère de la femme ('Kvinnans situation och karaktär')

#### Tredje delen: Justification ('Berättigande')
- Kapitel XI: La narcissiste ('Den narcissistiska')
- Kapitel XII: L'amoureuse ('Den förälskade')
- Kapitel XIII: La mystique ('Den mystiska')

## Teman

### Transcendens och immanens
Huvudsakliga begrepp som används i Det andra könet är transcendens och immanens. Beauvoirs användning av begreppen fokuserar på att både män och kvinnor har möjlighet till att transcendera – samtidigt som kvinnor är födda in i immanensen. Transcendens är att överskrida det kroppsliga, medan immanens är motsatsen – alltså det kroppsliga.
Ett tydliggörande av detta är transcendens som varat för sig och immanens som varat i sig, Med detta menas att i transcendens har man möjlighet att lyckas, tjäna pengar och förändra både sig själv och samhället, medan i immanensen är man kvar i sin kropp och det som man strukturellt är tvingad att vara i. Immanensen låser fast individen vid bestämda normer och strukturer som gör att den inte har makten över sitt liv och överskridande. I och med immanensen är kvinnan fast i det kroppsliga, medan mannen överskrider det. Beauvoir menar att både mannen och kvinnan är sina respektive kroppar men att kvinnans kropp är någonting annat än hon själv.
Hon såg inte barnafödandet som en transcendens, eftersom det enligt henne var "blott att följa det föregivna". Bedömare har också menat att hon betraktat barn som egna individer och därför inte ett överskridande av jaget.

### Kulturellt kön, naturalistiskt arv
Beauvoir menar i boken att könet är en skapelse inom kulturen. Hon hävdar även att ens sexuella läggning är något skapat som individen själv kan välja. Trots Beauvoirs eget liv som polyamorös och bisexuell, beskrivs dessa fenomen inte närmare i boken.
I kapitlet "Den lesbiska kvinnan" gör Beauvoir upp med den seglivade myten om lesbiska kvinnors "manlighet" som en hormonell störning och anomali. Å andra sidan finns i boken tydliga växlingar mellan konstruktivism och naturalism. Det är den "manliga" lesbiska (butchen) som Beauvoir ser som den tydligaste lesbiska representanten, ett utslag av konstruktivistiskt tänkande (en kvinna som väljer att ta på sig kulturellt kodade manliga insignier). Samtidigt övergår Beauvoir till en naturalistisk syn på sexualiteten, där hon ser den lesbiska kvinnan som "ofullständig" i sin brist på manliga könsorgan.

## Mottagande
Den franska originalutgåvan skrevs under 1948 och kom ut 1949, utgiven i två delar hos Gallimard. Boken hade dessförinnan – mellan maj och juli 1948 – publicerats i delar i Les Temps Modernes, en tidning som grundats 1945 av de båda existentialisterna Beauvoir och Sartre. Den första bokutgåvan, med undertiteln "Les faits et les mythes" ('Fakta och myter'), kom ut den 24 maj 1949, medan del två ("L'expérience vécue", 'Den levda erfarenheten') kom ut 28 oktober samma år.
I den första boken avmystifieras det kvinnliga varandet, och presenteras som en social konstruktion som inte naturen är skyldig till. Den andra boken uppehåller sig mer kring hur den traditionella kvinnorollen gör att kvinnans öde påverkas starkt av andra, där mannen görs till subjekt och kvinnan objekt.

### Mottagande och debatt
Beauvoirs bok fungerade vid utgivningen 1949 som ett betydelsefullt politiskt verk som omedelbart väckte debatt och diskuterades av kritiker, politiker, komiker och kvinnor. I Frankrike var hemmafruidealet starkt, preventivmedel var otillåtna och ingen kvinna kunde öppna ett eget bankkonto.
I Le Figaro lanserade kritikern och den senare Nobelprisbelönade författaren François Mauriac under maj en hård opposition mot de "moraliska hot" som den samtida litteraturens "libidinösa" tendenser och utnyttjande av erotiken enligt honom representerade. Det andra könets-kapitlet "L'initiation sexuelle" hade då precis publicerats i Les Temps Modernes, och i Mauriacs ögon representerade detta det absoluta lågvattenmärket inom den samtida kulturella dekadensen.
Svaren på Mauriacs debattinledning visade dock att den rättrogna katolska intellegentsian inte längre hade oinskränkt tolkningsföreträde i kulturella frågor. Många inom den franska kulturvärlden hade läst sin Freud, och den första Kinseyrapporten hade publicerats. Kyrkans moraliska monopol var inte längre lika intakt, även om det patriarkala systemet långtifrån var hotat.
Oppositionen mot tankarna i Det andra könet kom i första hand från högerkonservativt och katolskt håll, men kritik mot eller ointresse till boken kom även från den kommunistiskt håll. Detta inkluderar texter från Les Lettres françaises, L'Action och La Nouvelle Critique. Skribenten Colette Audry noterade i 1949 i Combat att den vida spridningen av åsikter kring boken var ett tecken på hur dess ämnen slog an i samtiden, och hur debatten belyste obekväma frågeställningar kring relationerna mellan könen.
I Spanien förbjöds boken 1949, då den inte gick ihop med Francisco Francos fascistiska ideologi. Förbudet upphävdes 1975.

### Påverkan
Boken har med sin genomgripande kritik av det rådande könsrollssystemet och relaterade samhällsinstitutioner, och sin roll inom feminismen, setts som en av 1900-talets viktigaste böcker. Det har blivit det mest uppmärksammade av Beauvoirs verk och har setts som startskottet för den andra vågens feminism. Det andra könet bidrog till att höja det feministiska medvetenheten, och boken trycker på att kvinnors frigörelse även innebär befrielse för män.
1985 beskrevs bokens fortsatta betydelse inom feminismen bland annat utifrån Beauvoirs moderna förståelse av innebörden av begreppet makt. Denise Warren noterade i Perspectives sur Sartre et Beauvoir att konceptet kring kvinnan som "det andra könet" skapas genom en mängd dagliga samtal och social praxis, vilka markerar maktobalansen mellan könen. Samtidigt har Beauvoir kritiserats av senare feminister genom sin vägran att konkretisera kampen för att komma ur det ojämlika könsrollssystemet. Samtidigt verkar hon i boken acceptera en dåtida fransk mytbildning omkring den amerikanska kvinnorollen som onödigt aggressiv.
Beauvoirs kulturgrundade definition av könet har även setts som en grundförutsättning för framväxten av det senare genusbegreppet. Judith Butler och queerteorin har hämtat mycket inspiration från boken, även om Beauvoir själv i sitt tänkande aldrig frigjorde sig helt från den rådande heteronormativiteten.

## Utgivning
Boken har under årens lopp kommit att översättas till ett antal olika språk. Den kom på tyska 1951 (Das andere Geschlecht), engelska 1953 (The Second Sex), spanska 1952 (utgiven i Buenos Aires), grekiska 1958, italienska 1961, nederländska 1965/1968, tjeckiska 1966, katalanska 1968 (El segon sexe), ungerska 1969, turkiska och bokmål 1970, ryska och estniska 1997, ukrainska 2004, galiciska 2008, finska 2009 och baskiska 2019. Boken har även översatts bland annat till polska, kinesiska, japanska och arabiska. Många av de tidiga översättningarna har varit i förkortat format. Många av översättningarna till andra språk har baserats på den ifrågasatta och förkortade översättningen till engelska 1953.
1973 utgavs den första svenska utgåvan, i översättning av Inger Bjurström och Anna Pyk. År 2002 utgavs en ny och för första gången oavkortad översättning, av Åsa Moberg och Adam Inczèdy-Gombos, i samarbete med granskaren Eva Gothlin.

### Utgåvor
Nedan listas originalutgivningen samt de viktigaste svenska utgåvorna:
- Beauvoir, Simone de (1949). Le deuxième sexe 1 Les faits et les mythes. Paris: Gallimard. Libris 66801
- Beauvoir, Simone de (1949). Le deuxième sexe 2 L'expérience vécue. Paris: Gallimard. Libris 66802

- Beauvoir, Simone de; Inger Bjurström (första delen) / Anna Pyk (andra delen) (1973). Det andra könet. Stockholm: Geber. Libris 906906 (svenska)
- Beauvoir, Simone de; Inczèdy-Gombos Adam, Moberg Åsa (2002). Det andra könet. Stockholm: Norstedt. ISBN 9113003062 (svenska)